# Geobacter sulfurreducens
Geobacter sulfurreducens es una δ-Proteobacteria mesófila gramnegativa que forma parte de la biota de suelos y sedimentos anaerobios y acopla la oxidación de distintos compuestos orgánicos a la reducción de iones metálicos como Fe(III).
El genoma de G. sulfurreducens consta de un cromosoma circular de unos 3,8 millones de pares de bases con unos 3500 marcos de lectura abiertos o regiones codificantes para proteínas y un contenido en G+C de un 61%. La capacidad de esta bacteria para utilizar iones metálicos como aceptores finales de electrones queda reflejada en la centena de genes que codifican para citocromos tipo c, además de otros componentes de la cadena de transporte de electrones como deshidrogenasas, quinonas y citocromos tipo b.
Una de las cepas con mayores capacidades electrogénicas es la cepa KN400. Geobacter sulfurreducens cepa KN400 produce mayores corrientes en la pilas microbianas y reduce  los  oxidos de Fe(III) más velozmente que la cepa salvaje PCA, y ello gracias a una serie de atributos diferenciales con respecto a la cepa PCA:
- Menor expresión de enzimas anapleróticas que conduce a una mayor proporción del sustrato oxidado para respiración sin incremento en  biomasa, ello supone un diferente estado energético entre ambas cepas con distintos ratios ATP:ADP y distintos niveles de fosfato.
- Mayor conductividad de los biofilms , con mayor expresión del citocromo OmcS implicado en la transferencia extracelular de electrones y mayor expresión  de genes implicados en la biosíntesis de exopolisacáridos.

G. sulfurreducens  se puede utilizar para la biorremediación de aguas subterráneas contaminadas con uranio.

## Véase también

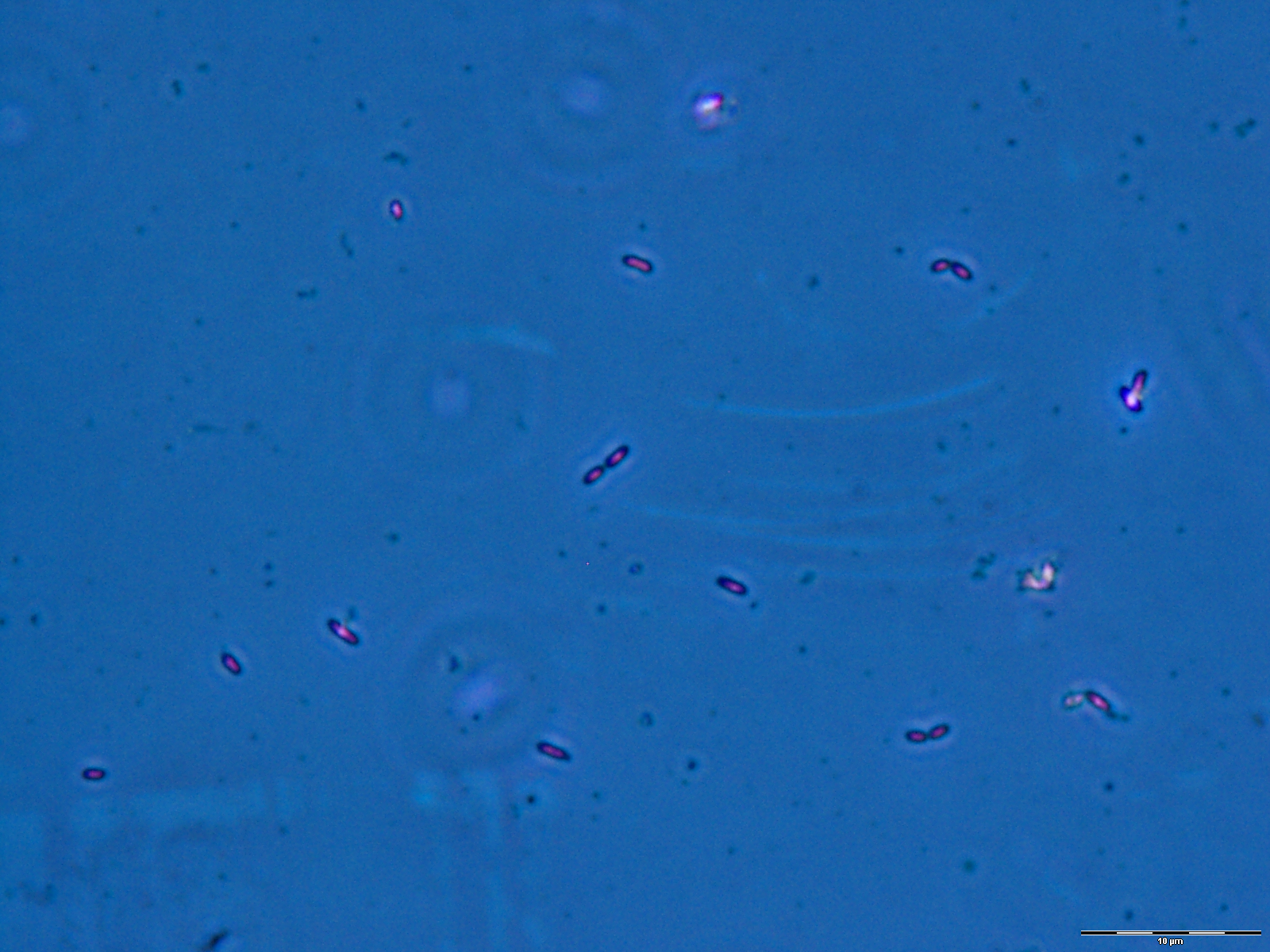
Imagen de Geobacter sulfurreducens obtenida con objetivo 100x de contraste de fases